# Paquistão nos Jogos Olímpicos de Verão de 2020
O Paquistão deverá competir nos Jogos Olímpicos de Verão de 2020 em Tóquio. Originalmente programados para ocorrerem de 24 de julho a 9 de agosto de 2020, os Jogos foram adiados para 23 de julho a 8 de agosto de 2021, por causa da pandemia COVID-19. Desde a estreia oficial da nação em 1948, atletas paquistaneses participaram de todas as edições dos Jogos Olímpicos de Verão, exceto em Moscou 1980, devido ao apoio parcial ao boicote liderado pelos Estados Unidos.

## Competidores
Abaixo está a lista do número de competidores nos Jogos.
| Esporte        | Masculino | Feminino | Total |
| -------------- | --------- | -------- | ----- |
| Atletismo      | 1         | 1        | 2     |
| Badminton      | 0         | 1        | 1     |
| Halterofilismo | 1         | 0        | 1     |
| Judô           | 1         | 0        | 1     |
| Natação        | 1         | 1        | 2     |
| Tiro           | 3         | 0        | 3     |
| Total          | 7         | 3        | 10    |

## Atletismo
Os seguintes atletas paquistaneses conquistaram marcas de qualificação, pela marca direta ou pelo ranking mundial, nos seguintes eventos de pista e campo (até o máximo de três atletas em cada evento):
- Nota– As posições para os eventos de pista são em relação à bateria do atleta
- Q = Qualificado para a próxima fase
- q = Qualificado para a próxima fase como o perdedor mais rápido ou, em eventos de campo, pela posição sem atingir o alvo para qualificação
- NR = Recorde nacional
- N/A = Fase não aplicável para o evento
- Bye = Atleta não precisou disputar aquela fase

Eventos de pista e estrada
| Atleta        | Evento         | Eliminatória | Eliminatória | Semifinal | Semifinal | Final     | Final   |
| Atleta        | Evento         | Resultado    | Posição      | Resultado | Posição   | Resultado | Posição |
| ------------- | -------------- | ------------ | ------------ | --------- | --------- | --------- | ------- |
| Najma Parveen | 200 m feminino |              |              |           |           |           |         |

Eventos de campo
| Atleta        | Evento                        | Qualificação | Qualificação | Final     | Final   |
| Atleta        | Evento                        | Distância    | Posição      | Distância | Posição |
| ------------- | ----------------------------- | ------------ | ------------ | --------- | ------- |
| Arshad Nadeem | Lançamento de dardo masculino |              |              |           |         |

## Badminton
Pela primeira vez na história, o Paquistão inscreveu uma atleta para o torneio olímpico do badminton. Mahoor Shahzad aceitou o convite da Comissão Tripartite da Badminton World Federation para competir no individual feminino.
| Atleta         | Evento              | Fase de grupos       | Fase de grupos       | Fase de grupos       | Fase de grupos | Eliminação           | Quartas-de-final     | Semifinal            | Final / BM           | Final / BM |
| Atleta         | Evento              | Adversário Resultado | Adversário Resultado | Adversário Resultado | Posição        | Adversário Resultado | Adversário Resultado | Adversário Resultado | Adversário Resultado | Posição    |
| -------------- | ------------------- | -------------------- | -------------------- | -------------------- | -------------- | -------------------- | -------------------- | -------------------- | -------------------- | ---------- |
| Mahoor Shahzad | Individual feminino | JPN Yamaguchi ( , )  | GBR Gilmour ( , )    |                      |                |                      |                      |                      |                      |            |

## Halterofilismo
O Paquistão recebeu um convite da Comissão Tripartite da IWF para enviar Talha Talib na categoria 67 kg masculino para as Olimpíadas.
| Atleta      | Evento           | Arranque  | Arranque | Arremesso | Arremesso | Total | Posição |
| Atleta      | Evento           | Resultado | Posição  | Resultado | Posição   | Total | Posição |
| ----------- | ---------------- | --------- | -------- | --------- | --------- | ----- | ------- |
| Talha Talib | -67 kg masculino |           |          |           |           |       |         |

## Judô
O Paquistão inscreveu um judoca para a categoria até 100 kg masculino nas Olimpíadas. O atleta olímpico da Rio 2016 Shah Hussain Shah aceitou uma vaga continental da Ásia como a judoca de melhor ranking da nação fora da posição de qualificação direta pelo Ranking Mundial da IJF World Ranking de 28 de junho de 2021.
| Shah Hussain Shah | -100 kg masculino |  |  |  |  |  |  |  |

## Natação
O Paquistão recebeu um convite universal da FINA para enviar dois nadadores de melhor ranking (um por gênero) em seus respectivos eventos individuais para as Olimpíadas, com base no Sistema de Pontos FINA de 28 de junho de 2021.
| Atleta                | Evento                     | Bateria | Bateria | Semifinal | Semifinal | Final | Final   |
| Atleta                | Evento                     | Tempo   | Posição | Tempo     | Posição   | Tempo | Posição |
| --------------------- | -------------------------- | ------- | ------- | --------- | --------- | ----- | ------- |
| Muhammad Haseeb Tariq | 100 metros livre masculino |         |         |           |           |       |         |
| Bisma Khan            | 50 metros livre feminino   |         |         |           |           |       |         |

## Tiro
Atiradores paquistaneses conquistaram vaga para o seguinte evento em virtude de sua melhor posição no Campeonato Mundial da ISSF de 2018, na Copa do Mundo da ISSF de 2019 e no Campeonato Asiático, contanto que tivessem obtido a marca de qualificação mínima (MQS) até 31 de maio de 2020.
| Atleta                 | Evento                        | Qualificação | Qualificação | Final  | Final   |
| Atleta                 | Evento                        | Pontos       | Posição      | Pontos | Posição |
| ---------------------- | ----------------------------- | ------------ | ------------ | ------ | ------- |
| Muhammad Khalil Akhtar | Pistola rápida 25 m masculino |              |              |        |         |
| Ghulam Mustafa Bashir  | Pistola rápida 25 m masculino |              |              |        |         |
| Gulfam Joseph          | Pistola de ar 10 m masculino  |              |              |        |         |

## Hipismo
Pela primeira vez na história, o Paquistão qualificou um ginete do CCE para a competição equestre olímpica, após terminar entre os dois primeiros, fora das equipes, do Ranking Olímpico Individual da FEI para o Grupo F (África e Oriente Médio). Em setembro de 2020, Azad Kashmir, que Usman Khan guiou quando conseguiu a vaga, morreu após sofrer um infarto agudo do miocárdio fulminante. Atletas e seu cavalo qualificam como uma dupla para as Olimpíadas, o que deixou a vaga de Khan nos Jogos em dúvida. 
Em 2021, Khan tentou qualificação com uma nova montaria (Kasheer), porém não conseguiu obter os requerimentos mínimos de qualificação no evento Sydney International Three-Day Event em maio. Por conseguinte, ele não ficou apto a participar dos Jogos Olímpicos. Embora fosse contra os requerimentos da FEI competir em semanas consecutivas, Khan competiu na semana seguinte em Naracoorte, onde sofreu uma queda rotacional que resultou na morte de Kasheer.